# (500494) 2012 TK265
(500494) 2012 TK265 es un asteroide perteneciente al cinturón de asteroides, descubierto el 23 de septiembre de 2012 por el equipo del Spacewatch desde el Observatorio Nacional de Kitt Peak, Arizona, Estados Unidos.

## Designación y nombre
Designado provisionalmente como 2012 TK265.

## Características orbitales
2012 TK265 está situado a una distancia media del Sol de 3,193 ua, pudiendo alejarse hasta 3,658 ua y acercarse hasta 2,727 ua. Su excentricidad es 0,145 y la inclinación orbital 6,182 grados. Emplea 2084,30 días en completar una órbita alrededor del Sol.

## Características físicas
La magnitud absoluta de 2012 TK265 es 16,4. 